# 페헤르바르 FC
페헤르바르 FC(Fehérvár FC)는 헝가리의 축구 클럽으로, 세케슈페헤르바르를 연고지로 한다. 2020-21 시즌 현재 넴제티 버이녹샤그 I에 참가하고 있다.

## 명칭에 관해
페헤르바르는 몰 비디라는 이름으로도 불린다.

## 선수 명단

### 현역
참고: FIFA 자격 규정에 따라 소속된 국가대표팀 국기를 표시합니다. 선수는 복수의 FIFA 비회원국 국적을 가지고 있을 수 있습니다.
| 번호 | 포지션 | 국적   | 이름                |
| ---- | ------ | ------ | ------------------- |
| 3    | DF     |        | 시메온 페트로프     |
| 5    | DF     | 조지아 | 알렉산드르 칼란다제 |

| 번호 | 포지션 | 국적 | 이름 |
| ---- | ------ | ---- | ---- |

## 역대 감독
| 감독              | 임기        |
| ----------------- | ----------- |
| 런토시 미하이     | 1977 ~ 1980 |
| 비치케이 베르털런 | 2003        |
| 파울루 소자       | 2011 ~ 2013 |